# Майк Фогель
Майкл Джеймс Фогель (англ. Michael James Vogel; нар. 17 липня 1979, Абінгтон Тауншип, Пенсільванія, США) — американський актор. Почав зніматися 2001 року і від тоді в його творчому доробку ролі у фільмах і серіалах, зокрема «Техаська різанина бензопилою», «Джинси-талісман», «Скейтбордисти», «Посейдон», «Блакитний Валентин», «Прислуга», «Мотель Бейтсів», «Монстро», «Під куполом» і «Справа для Христа». Зіграв головну роль у військовому драматичному серіалі NBC «Відважні» у сезоні 2017—2018 років.

## Ранні роки
Народився в Абінгтон Тауншип, штат Пенсільванія, передмісті Філадельфії, у родині Кеті та Джима Фогелів. Ріс у Вормінстер Тауншип, штат Пенсільванія. Має німецьке походження. Обидва його діди воювали у Другій світовій війні: один був командиром танка і брав участь у Арденській операції, а інший був Сібі у ВМС. Має двох молодших суродженців: брата Даніеля Аарона та сестру Крістін. У шкільні роки займався боротьбою.
1998 року навчався в Кернському університеті. На початку 2000-х років часто їздив до Нью-Йорка на прослуховування на акторські ролі та моделі.

## Кар'єра
1993 року брав участь у спортивній телегрі «Nickelodeon GUTS» і фінішував зі срібною медаллю.

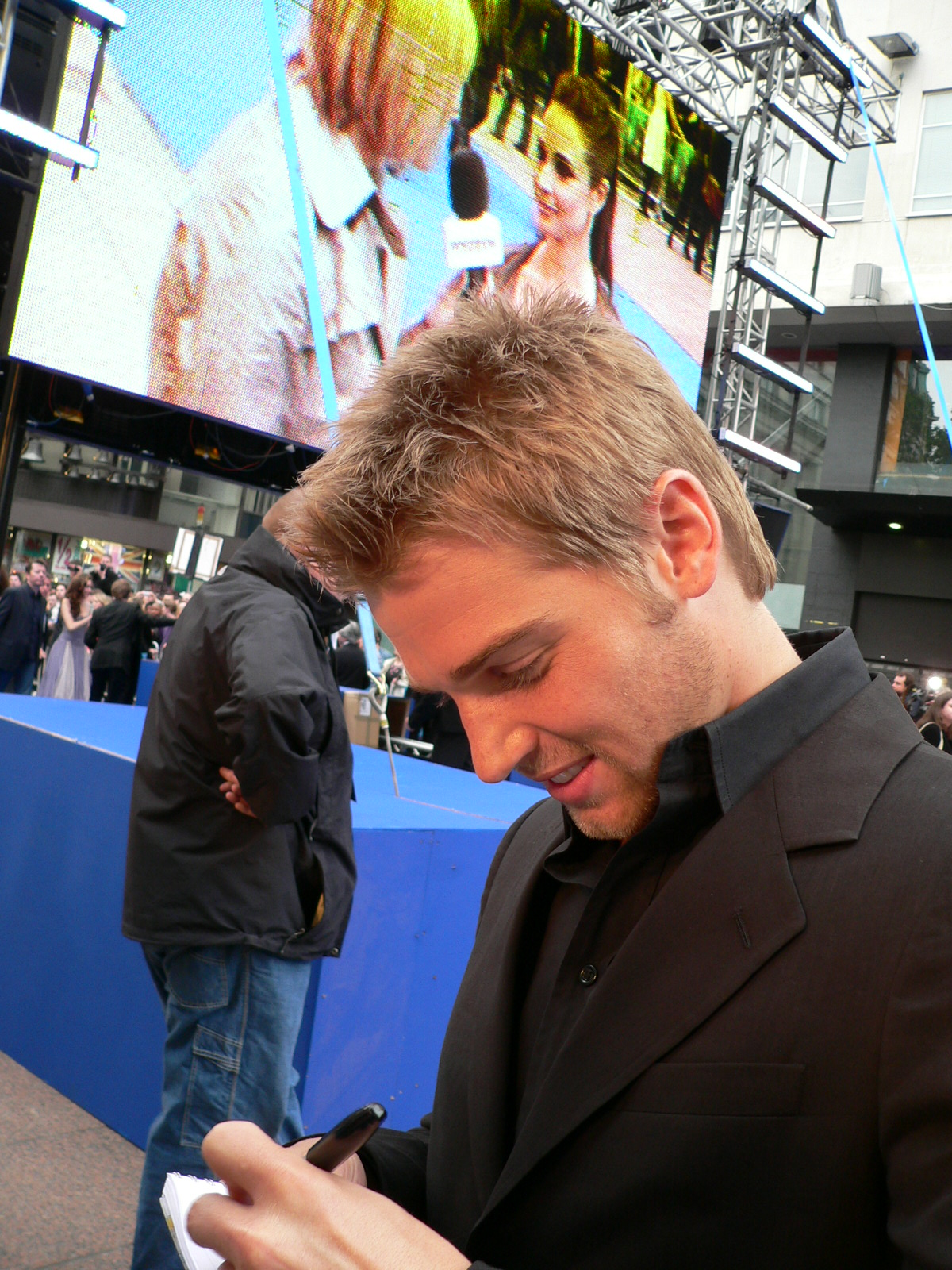
Фогель на лондонській прем'єрі «Посейдона» у травні 2006 року

Рекламував джинси Levi Strauss. У 2001—2004 роках знімався в повторюваній ролі в телесеріалі «Основа для життя».
Дебютував у кіно у фільмі «Скейтбордисти», який вийшов на екрани 15 серпня 2003 року. Серед партнерів на знімальному майданчику були Адам Броуді та Дженніфер Моррісон. Потім знявся в телевізійному рімейку «Грозового перевалу», прем'єра якого відбулася на MTV у вересні 2003 року. У фільмі Фогель зіграв Гіта разом з Кейт у виконанні Еріки Крістенсен. Того ж року вийшов рімейк «Техаської різанини бензопилою» за його участю, стрічка мала високі касові збори.
2005 року, після скасування «Основи для життя», Фогель знявся у чотирьох проєктах. Перша з них — Ерік Річман, хлопець у якого закохана героїня Блейк Лайвлі у фільмі «Джинси-талісман». Потім була головна роль у малобюджетному фільмі «Суперкрос», який вийшов на екрани в серпні. 2003 року знявся у кримінальній драмі «Крейзі» з рейтингом R, у якій також грала Енн Гетевей, але фільм вийшов лише у листопаді 2005 року. Того ж року з'явився у серіалі «Ходять чутки» з Дженніфер Еністон у головній ролі, в якому зіграв роль другого плану сина персонажа Кевіна Костнера.

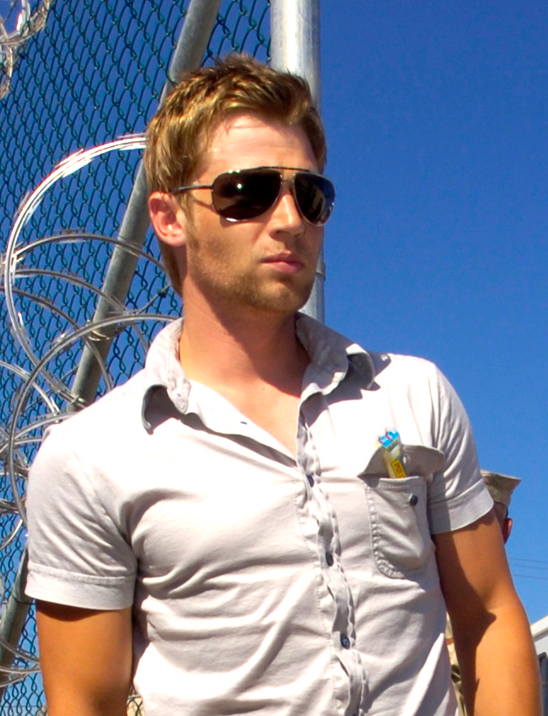
Фогель у червні 2008 року

2006 року знявся у фільмі-катастрофі «Посейдон», рімейку фільму «Пригоди „Посейдона“» 1972 року. Він зіграв нареченого персонажа Еммі Россум. Фільм, бюджет якого склав 160 мільйонів доларів, вийшов на екрани 12 травня та зібрав 181 674 817 доларів у міжнародному прокаті. Фогелю спочатку пропонували роль Архангела в «Людях Ікс: Остання битва», вибравши роль у «Посейдоні». Того ж року з'явився у романтичній комедії «Кофеїн» і підписав контракт на участь у фільмі жахів «Вириті могили», знятому в Іспанії.
2007 році знявся у фільмі «Смерті Єна Стоуна», який демонструвався на фестивалі жахастиків «8 Films to Die For». 2009 року з'явився у неонуарному фільмі «Навпроти коридором» та фільмі жахів «Розкриті могили». Був частиною акторського складу романтичної комедії 2010 року «Надто крута для мене», «Блакитний Валентин», серіалу «Лікарня Маямі» та «Небесний дощ».
Зіграв роль у комедійному фільмі 2011 року «Скільки у тебе?» і зіграв Джонні Фута в «Прислзі». Зіграв Діна в короткостроковій драмі ABC «Pan Am» (основаній на історії однойменної авіакомпанії, яка припинила існування).
2013 року брав участь у комедії Говарда Голдберга «Джейк у квадраті», де зіграв разом з Еліасом Котеасом, Вірджинією Медсен і Джейн Сеймур. З'являвся в кримінальній драмі «Маккінік» і перших шести епізодах «Мотелю Бейтсів» — сучасний приквел A&E до роману 1959 року «Психоз».
За версією BuddyTV посів 96 місце у списку «Найсексуальніших чоловіків 2011 року».
Зіграв Дейла «Барбі» Барбари в науково-фантастичному драматичному серіалі CBS «Під куполом», основаному на однойменному романі Стівена Кінга. Шоу транслювалося як літній серіал на CBS і протримався у мережі три сезони, до вересня 2015 року.
2014 року отримав роль в епізоді романтичної антології «У моїх мріях», в якому зіграв разом із Кетрін Макфі та Джобет Вільямс. Того ж року з'явився у драматичному трилері «Хлопчик», що розповідає історію 9-річного соціопата, у виконанні Джареда Бріза.
2015 року з'явився у мінісеріалі «Кінець дитинства», основаному на однойменному романі Артура Кларка.
2017 року зіграв головну роль в екранізації «Справи Христа» Лі Стробеля та знову об'єднався з колегою Ерікою Крістенсен.
25 вересня 2017 року NBC дебютував у серіалі «Відважні». Невелика команда запеклих агентів військової розвідки з різних підрозділів служби виконує складні завдання. Серед головних героїв персонаж Фогеля, капітан Адам Далтон, директор із комунікацій та колишній оперативник Дельти. Він підпорядковується героїні, яку грає Енн Гейч. Серіал скасували після одного сезону.
У грудні 2018 року оголосили, що Фогель зіграє головну роль у психологічному трилері Netflix «Таємна одержимість», який вийшов на екрани 18 липня 2019 року.
У лютому 2019 року зіграв головну роль Девіда Романа в пілотній серії науково-фантастичного серіалу «Трикутник» від ABC, сценаристів Джона Фельдмана і Сонні Постільоне. ABC залишив проєкт у вересні 2019 року.
У березні 2020 року оголосили про його участь у серіалі Netflix «Секс/Життя». Наступного року з'явився у двох епізодах «Американської історії жаху: Подвійний сеанс».

## Особисте життя
У січні 2003 року одружився з колишньою моделлю Кортні. У пари троє дітей: Кессі Рене (20 лютого 2007 року), Чарлі Бі (2 червня 2009 року) і Габріель Джеймс (25 вересня 2013 року). Вони проживають у Нашвіллі, Теннессі.

## Фільмографія
| Рік       |    | Українська назва                           | Оригінальна назва                     | Роль                        |
| --------- | -- | ------------------------------------------ | ------------------------------------- | --------------------------- |
| 2001—2004 | с  | Основа для життя                           | Grounded for Life                     | Дін Піраматті               |
| 2003      | тф | Буремний перевал                           | Wuthering Heights                     | Гіт                         |
| 2003      | ф  | Скейтбордисти                              | Grind                                 | Ерік Ріверс                 |
| 2003      | ф  | Техаська різанина бензопилою               | The Texas Chainsaw Massacre           | Енді                        |
| 2005      | ф  | Суперкрос                                  | Supercross                            | Тріп Карлайл                |
| 2005      | ф  | Джинси, як символ дружби                   | The Sisterhood of the Traveling Pants | Ерік Річман                 |
| 2005      | ф  | Крейзі                                     | Havoc                                 | Тобі                        |
| 2005      | ф  | Ходять чутки                               | Rumor Has It…                         | Блейк                       |
| 2006      | ф  | Посейдон                                   | Poseidon                              | Крістіан Сандерс            |
| 2006      | ф  | Кофеїн                                     | Caffeine                              | Денні                       |
| 2007      | ф  | Смертіь Єна Стоуна                         | The Deaths of Ian Ston                | Єн Стоун                    |
| 2008      | ф  | Монстро                                    | Cloverfield                           | Джейсон Гокінс              |
| 2009      | ф  | Навпроти коридором                         | Across the Hall                       | Джуліан                     |
| 2009      | ф  | Розриті могили                             | Open Graves                           | Джейсон                     |
| 2010      | ф  | Блакитний Валентин                         | Blue Valentine                        | Боббі Онтаріо               |
| 2010      | ф  | Надто крута для тебе                       | She's Out of My League                | Джек                        |
| 2010      | ф  | Дощ милосердя                              | Heaven's Rain                         | Брукс Дуглас                |
| 2010      | с  | Лікарня Маямі                              | Miami Medical                         | Кріс Делео                  |
| 2011      | с  | Pan Am                                     | Pan Am                                | Дін Лоурі                   |
| 2011      | ф  | Прислуга                                   | The Help                              | Джонні Фут                  |
| 2011      | ф  | Скільки у тебе?                            | What's Your Number?                   | Дейв                        |
| 2013      | ф  | Макканік                                   | McCanick                              | Флойд                       |
| 2013      | ф  | Джейк у квадраті                           | Jake Squared                          | Джейк                       |
| 2013      | с  | Мотель Бейтсів                             | Bates Motel                           | Зак Шелбі                   |
| 2013—2015 | с  | Під куполом                                | Under the Dome                        | Дейл Барбара                |
| 2014      | тф | У моїх мріях                               | In My Dreams                          | Нік Сміт                    |
| 2015      | ф  | Хлопчик                                    | The Boy                               | Брендон                     |
| 2015      | с  | Кінець дитинства                           | Childhood's End                       | Рікі Стормгрен              |
| 2016      | ф  | Дикий чоловік                              | Wild Man                              | Брок                        |
| 2017      | ф  | Справа Христа                              | The Case for Christ                   | Лі Стробель                 |
| 2017      | ф  | Битва статей                               | Battle of the Sexes                   | танцівник                   |
| 2017—2018 | с  | Відважні                                   | The Brave                             | Адам Далтон                 |
| 2018      | ф  | Поправка                                   | The Amendment                         | Брук Діглас                 |
| 2019      | ф  | Таємна одержимість                         | Secret Obsession                      | Расселл Вільямс/Раян Гаерті |
| 2020      | ф  | Острів фантазій                            | Fantasy Island                        | Саалліван                   |
| 2021      | ф  | Колекція                                   | Collection                            | Росс                        |
| 2021—2023 | с  | Секс/Життя                                 | Sex/Life                              | Купер Коннелі               |
| 2021      | с  | Американська історія жаху: Подвійний сеанс | American Horror Story: Double Feature | Джон Фіцджеральд Кеннеді    |
| 2024      | с  | Закон і порядок                            | Law & Order                           | Майлз Брандт                |